# Halesa melina
Halesa melina är en fjärilsart som beskrevs av Druce 1892. Halesa melina ingår i släktet Halesa och familjen mätare. Inga underarter finns listade i Catalogue of Life.